# André Tete
André Tete (Amsterdam, 23 september 1971) is een Nederlands thaibokser. Zijn ouders komen uit Mozambique.
Als lang tenger jongetje groeide Tete op in Amsterdam. Op zijn 14e ging hij op zoek naar een sportschool, waar hij in contact kwam met thaiboksen  (Muay Thai) bij Dojo Chakuriki. Tete startte in 1985 met gevechtssporten. Op zijn 15e won hij zijn eerste jeugdwedstrijd en stortte zich sindsdien voor 100% op de vechtsport. Bijna elke dag was hij in de sportschool te vinden en vrij snel kwam hij op A vechters wedstrijdgroep.
In totaal heeft hij 56 wedstrijden gevochten en een groot aantal titels behaald. Tete vocht onder andere voor Team Chakuriki, Team Hardcore en Team Hoopman. 
Op 26 april 2004 vocht Tete tegen Duiven voor de wereldtitel in Schermerhorn, Tete won in de 3e ronde na een TKO. Zijn afscheidswedstrijd vocht hij in de Vechtsebanen op 23 september 2007, tegen zwaargewicht Clyde van Dams. Tete sloot de partij winnend af (op punten).
Op 21 mei 2018 maakte Andre Tete zijn rentree bij Fightclub Den Haag en werd tot Europees Kampioen uitgeroepen.

## Wedstrijden
| Datum      | Partij                          | Winnaar                  | Methode    | Type      |
| ---------- | ------------------------------- | ------------------------ | ---------- | --------- |
| 20-05-1995 | Errol Parris - André Tete       | Winst Parris             | ko         | Muay thai |
| 11-10-1997 | Big Mo T - André Tete           | Winst Big Mo T           | punten     | Muay thai |
| 31-01-1999 | Vidal Serradilla - André Tete   | Winst Serradilla         | subm choke | MMA       |
| 28-02-1999 | Ramon Pisciotta - André Tete    | Winst Pisciotta          | subm choke | MMA       |
| 04-09-1999 | Martin Malkhasyan - Andre Tete  | Winst Malkhasyan         | tko        | MMA       |
| 12-02-2001 | Rob van Esdonk - André Tete     | Winst Tete               | ko         | MMA       |
| 10-06-2001 | Chiek Kongo - Andre Tete        | Winst Kongo              | punten     | MMA       |
| 12-01-2002 | Dave Dalgliesh - André Tete     | Winst Tete               | tko        | MMA       |
| 29-02-2002 | Sander MacKilljan - André Tete  | Winst MacKilljan         | disq       | MMA       |
| 29-06-2002 | Harry Duiven - André Tete       | Winst Tete NL kampioen   | punten     | Muay thai |
| 14-03-2004 | Hakim Achbar - André Tete       | Winst Tete               | ko         | Muay thai |
| 26-04-2004 | Harry Duiven - André Tete       | Winst Tete (wereldtitel) | tko        | Muay thai |
| 19-06-2004 | Mariusz Kornacki - André Tete   | Winst Tete               | tko        | K-1       |
| 12-12-2004 | Rob van Esdonk - André Tete     | Winst van Esdonk         | tko        | MMA       |
| ??-??-???? | Reino van der Hoek - André Tete | Winst Tete               | ko         | Muay thai |
| 26-07-2005 | A. Jakubowski - André Tete      | Winst Tete               | wko        | Muay thai |
| 17-12-2005 | Gurhan Degermenci - André Tete  | Winst Tete               | ko         | Muay thai |
| 11-02-2006 | Ionut Iftimoaie - André Tete    | Winst Iftimoaie          | punten     | K-1       |
| 26-03-2006 | Gökhan Saki - André Tete        | Winst Saki               | ko         | Muay thai |
| 05-05-2007 | Gurhan Degermenci - André Tete  | Winst Tete               | opgave     | Muay thai |
| 23-09-2007 | Clyde van Dams - André Tete     | Winst Tete               | punten     | K-1       |

## Artikelen
https://web.archive.org/web/20120507092534/http://www.mt.nl/1/8799/home/workshop-kickboksen-met-de-baas.html

https://rings.nl/index.php?action=fotogallery&fotogallery_action=gallery&id=52